# Olaf Ludwig
Olaf Ludwig (nascido em 13 de abril de 1960, em Gera) é um ciclista alemão, profissional entre 1990 e 1997, período o qual obteve 59 vitórias.